# Saint-Jean-Lagineste
Saint-Jean-Lagineste település Franciaországban, Lot megyében. Lakosainak száma 389 fő (2022. január 1.). Saint-Jean-Lagineste Autoire, Aynac, Bannes, Loubressac, Mayrinhac-Lentour, Saint-Céré, Saint-Jean-Lespinasse, Saint-Médard-de-Presque és Saint-Vincent-du-Pendit községekkel határos.

## Népesség
A település népessége az elmúlt években az alábbi módon változott:
| Lakosok száma | 271  | 237  | 260  | 278  | 323  | 318  | 336  | 369  | 380  | 389  |
|               | 1968 | 1982 | 1990 | 2006 | 2013 | 2015 | 2017 | 2019 | 2020 | 2022 |